# Alvin Wentworth Chapman
Alvin Wentworth Chapman (Alvan Wentworth Chapman) (* 28 de septiembre de 1809 – 6 de abril de 1899) fue un médico y botánico estadounidense.

## Biografía
Nació en Southampton, Massachusetts, y era el menor de cinco hermanos.
En 1830, se gradúa en el Amherst College en clásicos. Se muda a Georgia y luego a Florida donde enseña, y se casa con Mary Ann Hancock en 1839.
En los 1840s, se prepara en medicina, con su MD en 1846. En 1847, se establece en Apalachicola, Florida, permaneciendo aquí el resto de su vida, trabajando como médico.

## Obra
Escribe Flora of the Southern United States, la primera descripción comprensiva de la flora de las regiones de los estados del noreste.
Su interés botánico se incentivó en su estada en Georgia, adyacente a regiones botánicamente inexploradas del norte de Florida. Trabajando prácticamente aislado, en su tiempo libre, hace un manuscrito en 1859, y visita la Harvard University por cinco meses, consultando a Asa Gray y arreglado para publicar, lo que ocurre en 1860. Chapman hace una segunda edición en 1884, y una tercera en 1897.
Es recordado en el género botánico Chapmania. y el "Colegio Elemental Chapman", en Apalachicola, fue así bautizado en su honor.
- La abreviatura «Chapm.» se emplea para indicar a Alvin Wentworth Chapman como autoridad en la descripción y clasificación científica de los vegetales.[1]